# Kolga (Käina)
Kolga − wieś w Estonii, w prowincji Hiuma, w gminie Käina.